# 昌原郡
昌原郡（チャンウォンぐん、しょうげんぐん、朝鮮語: 창원군）は、大韓民国慶尚南道にかつて存在していた郡。近代以降の郡域は現在の昌原市とほぼ一致し、このほかに加徳島（現：釜山広域市江西区の一部）も含んでいた。
朝鮮王朝時代には慶尚道に属し、近代以降は慶尚南道に属した。馬山は近代に開港場となり郡から分離したが、昌原郡庁は馬山市内に置かれた。大韓民国成立後、軍港都市鎮海市、計画都市昌原市が分離され、残る郡部は義昌郡（ウィチャンぐん）に改称した後、再び昌原郡に戻したが、1994年末に廃止された。
1980年に発足した昌原市の範囲は旧昌原郡の一部を占めるにすぎなかったが、2010年7月に馬山市・鎮海市を合併したことにより、1914年時点の昌原郡・馬山府の範囲とほぼ一致することになった。

## 歴史

### 前近代
統一新羅時代には良州に属し、屈自郡（のち義安郡）が置かれた。現在の馬山は骨浦県（のち合浦県）と呼ばれて義安郡の属県であったが、高麗時代に義安郡・合浦県は同格の郡県として金州に属した。
朝鮮王朝時代の1408年に義昌郡（義安郡から改称）と会原県（合浦県から改称）が統合されて昌原府となることで、昌原の地方官名と地名が命名された。朝鮮王朝時代を通じて、この行政区は南海に面した要衝として、昌原都護府を経て昌原大都護府に昇格していった。

### 近代
1895年に甲午改革にともなう地方制度改革によって昌原大都護府の領域は分割・再編され、中央部に昌原郡、西部に鎮海郡、東部に熊川郡が設置された。1899年、昌原郡内で馬山港の開港が行われると、馬山が郡の新たな中心として発展するようになった。昌原郡の郡庁も馬山の日本人居留区である新馬山に移され、旧昌原邑城は村役場の所在地に転落した。
1908年には、鎮海郡・熊川郡が再び昌原郡に編入される。その後、馬山の居留地の地位と大韓帝国自体の地位の変遷にともなう複雑な制度改編を経て、1914年に開港地付近が馬山府、農村部が昌原郡として分離した。海岸部のほぼ中央にあった馬山府によって郡域が東西に分断されたこともあり、昌原郡庁はそのまま馬山府内に位置した。
植民地期には郡東南部の鎮海湾沿岸に鎮海軍港と軍港都市・鎮海が建設された。

### 大韓民国成立後
大韓民国成立後、1955年に鎮海邑が鎮海市として分離。1970年代、昌原面・上南面・熊南面は馬山市に編入されたのち昌原新都市として開発が行われ、1980年に昌原市となった。このため、西部・北部・東南部に分散して残った郡部は義昌郡に改名した。東南部の熊東洞が鎮海市に、天加洞（加徳島）が釜山広域市江西区にそれぞれ編入された後、1991年に再び昌原郡に改名。1995年1月1日、西部の5面が馬山市に、北部の3面が昌原市に統合され、昌原郡は廃止された。

### 年表
- 統一新羅 - 屈自郡が置かれた。
- 775年 - 屈自郡が義安郡に改称。
- 1282年 - 義安郡が義昌郡に改称。
- 1390年 - 合浦県が会原県に改称。
- 1408年8月 - 昌原府が設置される。
- 1412年 - 昌原都護府に昇格。
- 1601年 - 昌原大都護府に昇格。
- 1895年5月26日 - 地方制度改革によって昌原郡・鎮海郡・熊川郡となり、晋州府に所属（二十三府制）。
- 1896年8月4日 - 二十三府制が廃止され、慶尚南道に所属。
- 1899年5月1日 - 馬山が開港。
- 1899年5月6日 - 昌原郡が昌原府に昇格。
- 1903年7月3日 - 昌原府が昌原郡に改称。
- 1906年9月24日 - 昌原郡が昌原府に改称。
- 1908年 - 鎮海郡・熊川郡および金海郡大山面・晋州郡良田面・漆原郡亀山面が昌原府に編入。
- 1910年10月1日 - 昌原府が馬山府に改称。
- 1910年12月27日 - 鎮海が軍港に指定される。
- 1912年1月 - 熊中面・熊西面が合併し、鎮海面を設置。
- 1914年8月1日 - 郡面併合により、馬山府の開港地周辺の各国居留地および外西面を新馬山府として編成。馬山府の残りの部分が昌原郡に改編。昌原郡に以下の面が成立（15面）。
  - 鎮田面・鎮北面・鎮東面・亀山面・内西面・大山面・東面・北面・府内面・上南面・熊南面・鎮海面・熊邑面・熊東面・天加面
- 1918年1月（15面）
  - 府内面が昌原面に改称。
  - 熊邑面が熊川面に改称。
- 1931年4月1日 - 鎮海面が鎮海邑に昇格（1邑14面）。
- 1942年10月1日 - 昌原面・内西面・亀山面のそれぞれ一部が馬山府に編入（1邑14面）。
- 1955年9月1日 - 鎮海邑が鎮海市に昇格・分離（14面）。
- 1973年7月1日（10面）
  - 昌原面・上南面・熊南面および内西面・亀山面の各一部が馬山市に編入。
  - 熊川面が鎮海市に編入。
- 1980年8月1日 - 昌原郡が義昌郡に改称（10面）。
- 1983年2月15日 - 熊東面が鎮海市に編入（9面）。
- 1988年12月22日 - 咸安郡艅航面の一部が鎮田面に編入（9面）。
- 1989年1月1日 - 天加面が釜山直轄市江西区に編入（8面）。
- 1991年1月1日 - 義昌郡が昌原郡に改称（8面）。
- 1995年1月1日 
  - 東面・北面・大山面が昌原市と合併し、新・昌原市が発足。
  - 内西面・亀山面・鎮東面・鎮北面・鎮田面が馬山市と合併し、新・馬山市が発足。このうち亀山面・鎮東面・鎮北面・鎮田面は合浦区の管轄、内西面は会原区の管轄となった。
  - これにより昌原郡は廃止。

## 下位行政区画
1931年（鎮海面の邑昇格）から1955年（鎮海邑の市昇格・分離）にかけて存在した1邑14面は以下の通り。
| - 鎮海邑 － 진해읍【鎭海邑】 （チネ=ウプ） - 昌原面 － 창원면【昌原面】 （チャンウォン=ミョン） - 内西面 － 내서면【内西面】 （ネソ=ミョン） - 熊南面 － 웅남면【熊南面】 （ウンナム=ミョン） - 上南面 － 상남면【上南面】 （サンナム=ミョン） - 北面 － 북면【北面】 （プク=ミョン） - 東面 － 동면【東面】 （トン=ミョン） - 大山面 － 대산면【大山面】 （テサン=ミョン） | - 熊東面 － 웅동면【熊東面】 （ウンドン=ミョン） - 熊川面 － 웅천면【熊川面】 （ウンチョン=ミョン） - 天加面 － 천가면【天加面】 （チョンガ=ミョン） - 鎮田面 － 진전면【鎭田面】 （チンジョン=ミョン） - 鎮北面 － 진북면【鎭北面】 （チンブク=ミョン） - 鎮東面 － 진동면【鎭東面】 （チンドン=ミョン） - 亀山面 － 구산면【龜山面】 （クサン=ミョン） |

### 郡域変遷表
| 1896年   | 1896年 | 1897年 - 1913年                        | 1897年 - 1913年      | 1914年 - 1929年     | 1914年 - 1929年               | 1930年 - 1945年     | 1946年 - 1959年      | 1960年 - 1979年     | 1980年 - 1994年     | 1980年 - 1994年     | 1980年 - 1994年                      | 1995年 - 現在                           |
| -------- | ------ | -------------------------------------- | -------------------- | ------------------- | ----------------------------- | ------------------- | -------------------- | ------------------- | ------------------- | ------------------- | ------------------------------------ | --------------------------------------- |
| 晋 州 郡 | 良田面 | 1908年 昌原郡良田面                    | 1910年 馬山府良田面  | 昌 原 郡            | 鎮田面                        | 鎮田面              | 鎮田面               | 鎮田面              | 義 昌 郡            | 1980年8月1日 鎮田面 | 1980年8月1日 鎮田面                  | 1995年1月1日 馬山市 2010年7月1日 昌原市 |
| 鎮 海 郡 | 西面   | 1908年 昌原郡鎮西面                    | 1910年 馬山府鎮西面  | 昌 原 郡            | 鎮田面                        | 鎮田面              | 鎮田面               | 鎮田面              | 義 昌 郡            | 1980年8月1日 鎮田面 | 1980年8月1日 鎮田面                  | 1995年1月1日 馬山市 2010年7月1日 昌原市 |
| 鎮 海 郡 | 北面   | 1908年 咸安郡鎮北面                    | 1910年 馬山府鎮北面  | 昌 原 郡            | 鎮北面                        | 鎮北面              | 鎮北面               | 鎮北面              | 義 昌 郡            | 鎮北面              | 鎮北面                               | 1995年1月1日 馬山市 2010年7月1日 昌原市 |
| 鎮 海 郡 | 東面   | 1908年 昌原郡鎮東面                    | 1910年 馬山府鎮東面  | 昌 原 郡            | 鎮東面                        | 鎮東面              | 鎮東面               | 鎮東面              | 義 昌 郡            | 鎮東面              | 鎮東面                               | 1995年1月1日 馬山市 2010年7月1日 昌原市 |
| 漆 原 郡 | 亀山面 | 1908年 昌原郡亀山面                    | 1910年 馬山府亀山面  | 昌 原 郡            | 亀山面                        | 亀山面              | 亀山面               | 亀山面              | 義 昌 郡            | 亀山面              | 亀山面                               | 1995年1月1日 馬山市 2010年7月1日 昌原市 |
| 昌 原 郡 | 内西面 | 内西面                                 | 1910年 馬山府内西面  | 昌 原 郡            | 内西面                        | 内西面              | 内西面               | 内西面              | 義 昌 郡            | 内西面              | 内西面                               | 1995年1月1日 馬山市 2010年7月1日 昌原市 |
| 昌 原 郡 | 外西面 | 1899年5月 昌原監理署 1905年 馬山理事庁 | 1906年9月24日 馬山府 | 1914年4月1日 馬山府 | 1914年4月1日 馬山府           | 馬山府              | 1949年8月15日 馬山市 | 1973年7月1日 馬山市 | 1980年8月1日 馬山市 | 1980年8月1日 馬山市 | 1980年8月1日 馬山市                  | 1995年1月1日 馬山市 2010年7月1日 昌原市 |
| 昌 原 郡 | 外西面 | 外西面                                 | 1910年 馬山府外西面  | 1914年4月1日 馬山府 | 1914年4月1日 馬山府           | 馬山府              | 1949年8月15日 馬山市 | 1973年7月1日 馬山市 | 1980年8月1日 馬山市 | 1980年8月1日 馬山市 | 1980年8月1日 馬山市                  | 1995年1月1日 馬山市 2010年7月1日 昌原市 |
| 昌 原 郡 | 上南面 | 上南面                                 | 1910年 馬山府上南面  | 昌 原 郡            | 上南面                        | 上南面              | 上南面               | 1973年7月1日 馬山市 | 1980年8月1日 昌原市 | 1980年8月1日 昌原市 | 1980年8月1日 昌原市                  | 1995年1月1日 昌原市                     |
| 昌 原 郡 | 下南面 | 下南面                                 | 1910年 馬山府下南面  | 昌 原 郡            | 熊南面                        | 熊南面              | 熊南面               | 1973年7月1日 馬山市 | 1980年8月1日 昌原市 | 1980年8月1日 昌原市 | 1980年8月1日 昌原市                  | 1995年1月1日 昌原市                     |
| 昌 原 郡 |        | 熊南面                                 | 馬山府               | 昌 原 郡            | 熊南面                        | 熊南面              | 熊南面               | 1973年7月1日 馬山市 | 1980年8月1日 昌原市 | 1980年8月1日 昌原市 | 1980年8月1日 昌原市                  | 1995年1月1日 昌原市                     |
| 昌 原 郡 | 府内面 | 府内面                                 | 1910年 馬山府府内面  | 昌 原 郡            | 昌原面                        | 昌原面              | 昌原面               | 1973年7月1日 馬山市 | 1980年8月1日 昌原市 | 1980年8月1日 昌原市 | 1980年8月1日 昌原市                  | 1995年1月1日 昌原市                     |
| 昌 原 郡 | 北面   | 北面                                   | 1910年 馬山府北面    | 昌 原 郡            | 北面                          | 北面                | 北面                 | 北面                | 義 昌 郡            | 北面                | 北面                                 | 1995年1月1日 昌原市                     |
| 昌 原 郡 | 東面   | 東面                                   | 1910年 馬山府東面    | 昌 原 郡            | 東面                          | 東面                | 東面                 | 東面                | 義 昌 郡            | 東面                | 東面                                 | 1995年1月1日 昌原市                     |
| 金 海 郡 | 大山面 | 1908年 昌原郡大山面                    | 馬山府               | 昌 原 郡            | 大山面                        | 大山面              | 大山面               | 大山面              | 義 昌 郡            | 大山面              | 大山面                               | 1995年1月1日 昌原市                     |
| 熊 川 郡 |        | 1908年 昌原郡熊中面                    | 1910年 馬山府熊中面  | 昌 原 郡            | 鎮海面                        | 1931年4月1日 鎮海邑 | 1955年9月1日 鎮海市  | 1973年7月1日 鎮海市 | 鎮海市              | 鎮海市              | 1983年2月15日 鎮海市                 | 2010年7月1日 昌原市                     |
| 熊 川 郡 |        | 1908年 昌原郡熊西面                    | 1910年 馬山府熊西面  | 昌 原 郡            | 鎮海面                        | 1931年4月1日 鎮海邑 | 1955年9月1日 鎮海市  | 1973年7月1日 鎮海市 | 鎮海市              | 鎮海市              | 1983年2月15日 鎮海市                 | 2010年7月1日 昌原市                     |
| 熊 川 郡 |        | 1908年 昌原郡熊邑面                    | 1910年 馬山府熊邑面  | 昌 原 郡            | 熊邑面 1918年1月 熊川面に改称 | 熊川面              | 熊川面               | 1973年7月1日 鎮海市 | 鎮海市              | 鎮海市              | 1983年2月15日 鎮海市                 | 2010年7月1日 昌原市                     |
| 熊 川 郡 |        | 1908年 昌原郡熊東面                    | 1910年 馬山府熊東面  | 昌 原 郡            | 熊東面                        | 熊東面              | 熊東面               | 熊東面              | 義 昌 郡            | 熊東面              | 1983年2月15日 鎮海市                 | 2010年7月1日 昌原市                     |
| 熊 川 郡 | 天城面 | 1908年 昌原郡天加面                    | 1910年 馬山府天加面  | 昌 原 郡            | 天加面                        | 天加面              | 天加面               | 天加面              | 義 昌 郡            | 天加面              | 1989年1月1日 釜山直轄市 江西区に編入 | 1995年1月1日 釜山広域市 江西区          |
| 熊 川 郡 | 加徳面 | 1908年 昌原郡天加面                    | 1910年 馬山府天加面  | 昌 原 郡            | 天加面                        | 天加面              | 天加面               | 天加面              | 義 昌 郡            | 天加面              | 1989年1月1日 釜山直轄市 江西区に編入 | 1995年1月1日 釜山広域市 江西区          |

## おもな出身者
- 金達寿